# Jesreel (Stadt)
Koordinaten: 32° 33′ 28,3″ N, 35° 19′ 40,6″ O

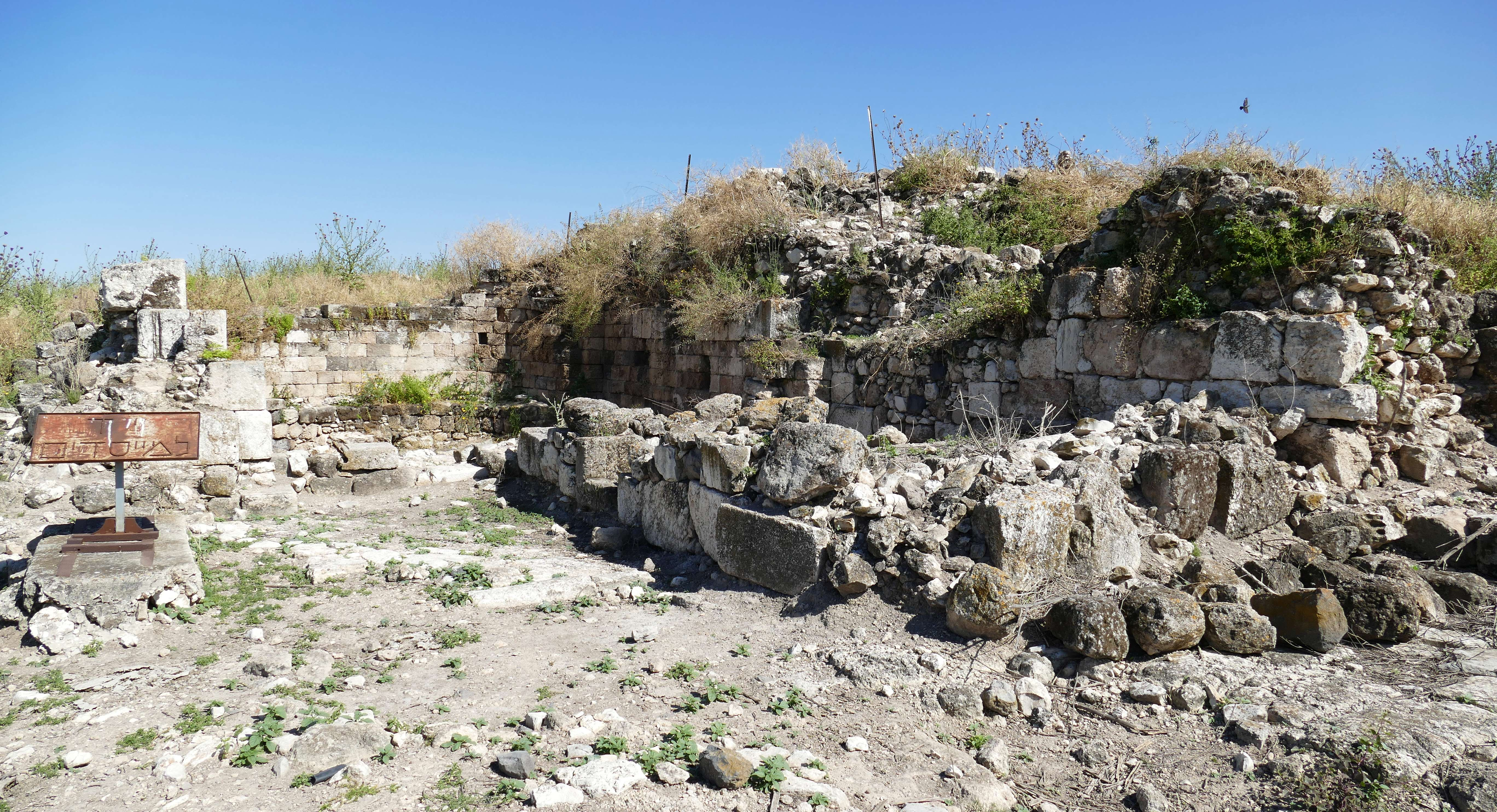
Ruinen von Jesreel

Jesreel (hebräisch יזרעאל Jisrəʽel, deutsch ‚Gott wird säen‘); (griechisch Έσδράηλα Ésdráēla), oder Tell Jesreel (hebräisch תל יזרעאל Tel Jisrəʽel); später Zir'in (arabisch زرعين), war eine antike Stadt in der Jesreelebene im nördlichen Israel. Die Stadt Jesreel diente im 9. Jahrhundert v. Chr. neben Samaria als Residenz des Nordreiches Israel unter König Ahab und seiner Nachfolger. Die Stadt war auch unter den Namen Jisrael, Jesrael, Gezrael, Iezrael, Parvum Gerinum Stradela oder Zarain bekannt.

## Lage
Jesreel befindet sich an der alten Handelsstraße Via Maris von Ägypten nach Syrien In unmittelbarer Nähe liegen die antiken Orte Megiddo und Legio. Wie im östlichen Mittelmeerraum (Levante) typisch, wurde die Stadt als Tell (prähistorischer Siedlungshügel) errichtet, weswegen man sie auch Tell Jesreel nannte.

## Bedeutung und Quellen
Jesreel wird als bedeutende archäologische Stätte der biblischen Periode in Israel angesehen. So wird sie im Tanach und dem Alten Testament mehrmals erwähnt. Im Buch Josua wird berichtet, dass Jesreel eine befestigte kanaanitische Stadt war (Jos 17,16 ), die nach biblischer Überlieferung bei der Landnahme vom Stamm Issachar eingenommen wurde (Jos 19,18 ).
Vor der Teilung des Vereinigten Königreichs Israel war die Stadt die Heimatstadt von Ahinoam, der zweiten Frau von König David. Michal, Sauls Tochter, war die erste, Ahinoam war seine zweite, und Abigajil, die Witwe von Nabal, war seine dritte (1. Sam 25,43 ). Laut dem Ersten Buch der Könige befand sich der königliche Palast von König Ahab, „eine der berühmtesten königlichen Residenzen der Könige von Israel“, in Jesreel, angrenzend an den Weinberg von Nabot (1 Kön 21,1 ). Ahabs Hauptstadt verblieb jedoch in Samaria (1 Kön 22,37 ).
Gemäß dem 1. Buch der Könige weist Elija nach dem Sieg über die Propheten von Baal am Berg Karmel Ahab an, nach Jesreel zurückzukehren, wo er seiner Frau Isebel, über die Ereignisse berichten solle, aber „die Hand des Herrn“ war auf Elija und er erreichte Jesreel vor Ahab (1 Kön 18,45-46 ). Jesreel liegt etwa 50 km vom Berg Karmel entfernt.

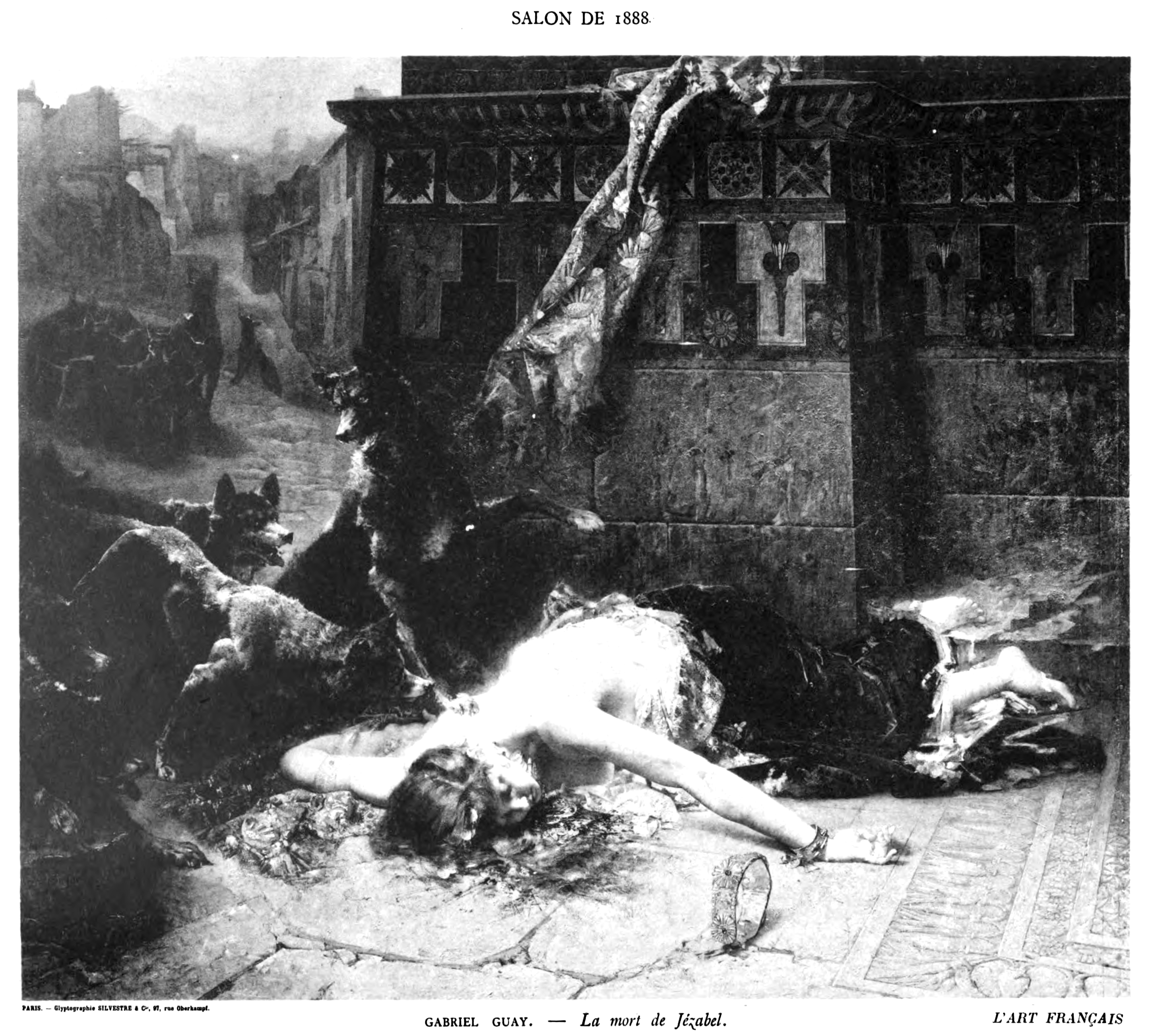
Der Tod von Isebel in Jesreel, illustriert von Gabriel Guay, 1888

Wie im 2. Buch der Könige niedergeschrieben, konfrontiert Jehu, nachdem er König Joram, den Sohn Ahabs getötet hat, Isebel in Jesreel und fordert ihre Eunuchen dazu auf, sie zu töten, indem man sie aus einem Fenster werfe. Sie gehorchen und stürzen Isebel aus dem Fenster. Sie ließen sie auf der Straße zurück, wo sie von Hunden gefressen wurde. Nur Isebels Schädel, Füße und Hände blieben übrig (2 Kön 9,1-37 ).
Später befiehlt Jehu den Tod von 70 Nachkommen Ahabs und lässt ihre Köpfe zum neuen König nach Jesreel schicken und in „zwei Haufen vor dem Toreingang“ aufhäufen (2 Kön 10,8 ).
Jesreel wird auch im Buch Hosea erwähnt, wo Gott Hosea befiehlt, seinen Sohn „Jesreel“ zu nennen, weil er bald das Haus Jehus für das Massaker in Jesreel bestrafen und dem Königreich Israel ein Ende bereiten werde (Hos 9,1-4 ). Gott sagt Hosea auch über ein zukünftiges Ereignis: Ich werde dich mir sogar in Treue verloben, und du wirst den Herrn kennen. Und es wird geschehen an jenem Tag, ich werde antworten: Ich will dem Himmel antworten und der Himmel wird der Erde antworten, die Erde wird dem Korn, dem Wein und dem Öl antworten und diese werden Jesreel antworten (Hos 2,21-22 ). Hosea erwähnt auch: „An jenem Tag werde ich Israels Bogen im Tal von Jesreel zerbrechen.“ (Hos 1,5 ).

## Geschichte
Jesreel war eine Festung aus dem 9. Jahrhundert v. Chr., die möglicherweise während der Regierungszeit von König Omri erbaut wurde, aber sicherlich in der Regierungszeit von König Ahab und seiner Gemahlin Königin Isebel und ihrem Sohn König Joram aktiv war. Die Stadt wurde bald darauf zerstört, möglicherweise von den Aramäern im späten 9. Jahrhundert. Die während Ausgrabungen in der Festung gefundenen Töpferwaren stammen alle aus dieser kurzen Zeit.
Die günstige Lage, die der Ort im Norden und Osten bot, galt während der Bronze- und Eisenzeit als strategisch wichtig, da die Handels- und Militärstraße von Ägypten nach Syrien und Mesopotamien durch Megiddo, die Jesreelebene und Bet Scheʾan führte.

### Chalkolithikum und Bronzezeit
Während der Ausgrabungen sammelten Archäologen Keramik und andere Funde, die über das ganze Gelände verstreut waren. Die frühesten archäologischen Funde in der Stätte stammen aus der Wadi-Rabah-Kultur des 5. Jahrtausends v. Chr. Basierend auf weiteren Funden war die Stätte während der gesamten Bronzezeit als unbefestigte Siedlung bewohnt.

### Eisenzeit
Wasser wurde von Zisternen innerhalb der Mauern und von der Quelle `En Yizre`el nordöstlich der Festung geliefert. Aufgrund der strategischen Lage, der reichlichen Wasserversorgung und den hervorragenden Weideflächen in der Jesreelebene glauben die Archäologen David Ussishkin und John Woodhead, dass Jesreel die Basis für König Ahabs Wagenkorps und Kavallerie war.

### Spätrömische/frühbyzantinische Zeit
Der anonyme Bordeaux-Pilger, der die Stätte 333 n. Chr. besuchte, nennt sie bei ihrem latinisierten Namen Stradela, ein Wort, das von der griechischen Form Ésdráēla abgeleitet ist. Die christliche Nonne und Pilgerin Egeria aus dem vierten Jahrhundert besuchte Jesreel und berichtete: „Das Grab von Isebel wird bis zum heutigen Tag von allen gesteinigt.“

### Byzantinische/kreuzfahrerische Zeit
Jesreel war der Standort eines byzantinischen Dorfes, eines Dorfes aus der Kreuzfahrerzeit, das den Tempelrittern gehörte, und eines Dorfes aus späterer islamischer Zeit namens Zir'in (abgeleitet von dem alten Namen Jesreel). Benjamin von Tudela besuchte Jesreel im Jahr 1165 n. Chr. und berichtete, dass ein jüdischer Mann „ein Färber von Beruf“ dort lebe.
Von einer Burg, die in den 1180er Jahren den Templern gehörte, sind ein gewölbtes Gebäude und andere Strukturen erhalten geblieben. Während der Schlacht von Al-Fule hat Saladin Plänkler entsandt, um im Oktober 1183 das damals von Kreuzfahrern gehaltene Zir'in zu überfallen. Im September 1184 passierten Saladin und seine Ayyubid-Truppen das Dorf auf ihrem Weg nach Nablus.

### Mamlukische Zeit
Nachdem die Mamluken im späten 13. Jahrhundert die Kontrolle über das Gebiet übernommen hatten, besiegte der Mamluken-Sultan Saif ad-Din Qutuz unter der Leitung von Baibars seinen Gegner Hülegü, den Khan der Mongolen und dessen Heerführer Kitbukha in der Schlacht von ʿAin Dschālūt im Jahr 1260, einem Ort westlich des damaligen Zir'in. Nach der Schlacht ordnete der Sultan die Renovierung der Dorfmoschee an. Während der Mamlukenzeit war das Dorf eine der Stationen auf dem Postweg zwischen Dschenin und Irbid.

### Osmanische Zeit
1517 wurde Zir'in zusammen mit dem Rest Palästinas in das Osmanische Reich eingegliedert und 1596 war es ein Teil des Nahiya („Unterbezirk“) von Dschenin, einem Teil von Sanjak Lajjun. Als Dorf mit 4 muslimischen Haushalten zahlte es einen festen Steuersatz von 25 % auf Weizen, Gerste, Bienenstöcke und Ziegen; insgesamt 5.000 Akçe. Im 17. und 18. Jahrhundert stand das Dorf höchstwahrscheinlich unter der Kontrolle der Turabay, eines Beduinen-Stammes, der damals im Auftrag der Osmanen einen Teil Nordpalästinas beherrschte. 1799 nannte Pierre Jacotin das Dorf Zezin auf seiner Karte aus dem französischen Feldzug in Ägypten und Syrien.

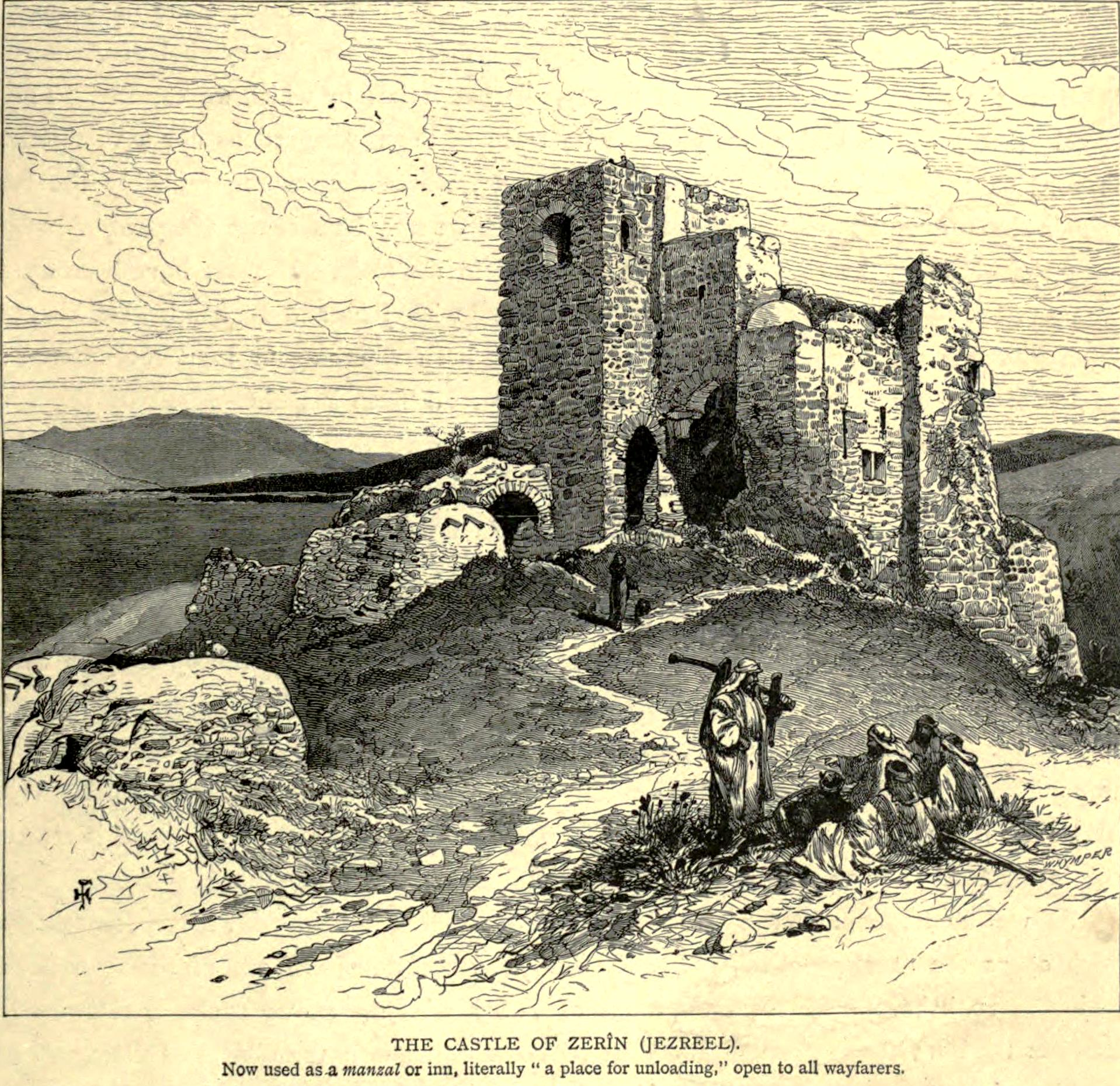
Das Turmhaus von Zir'in (ca. 1880)

Im Jahr 1838 sagte Edward Robinson, dass Zir'in ungefähr 20 Häuser enthält.
Im Jahr 1882 stellte die PEF-Untersuchung von Westpalästina fest, dass Zir'in aus etwa dreißig Häusern bestehe, wobei die prominenteste Familie in einem hohen, turmartigen Haus im Dorfzentrum lebe. Eine Quelle versorge Zir'in mit Wasser. Die Osmanen gründeten im Dorf eine Knabenschule.

### Britische Mandatszeit
Bei der Volkszählung von 1922 in Palästina, die von den britischen Mandatsbehörden durchgeführt wurde, hatte Zir'in eine Bevölkerung von 727; 723 Muslime und 4 Christen, alle 4 Christen waren orthodox. Bei der Volkszählung von 1931 hatte sich diese auf eine Bevölkerung von 978 Personen erhöht; 975 Muslime und 3 Christen in 239 bewohnten Häusern.
Im frühen 20. Jahrhundert war Zir'in der Geburtsort von Mahmud Salim, einem Anführer der Revolte von 1936-39 in Palästina. Die Mehrheit der Häuser des Dorfes bestand aus Lehm und war zusammengeballt, aber der Hausbau und die Renovierung nahmen ebenfalls zu. Das Handelszentrum von Zir'in bestand aus der Moschee von Baibars, einem Marktplatz und der osmanischen Schule. Die Bewohner bauten hauptsächlich Getreide, Obst und Gemüse an.
In den Statistiken von 1945 betrug die Bevölkerung 1.420, allesamt Muslime, mit insgesamt 23.920 Dunam Land. 1944/45 wurden insgesamt 22.595 Dunam Dorfland für Getreide zugeteilt, während 81 Dunam bebaute Gebiete waren.

### 1948
Zir'in wurde 1948 noch von der Arabischen Befreiungsarmee (ALA) kontrolliert und befand sich in einer strategischen Kommandoposition mit Blick auf die Städte Afula und Bet Scheʾan. Die Angst vor irakischen Truppen aus Gescher im Osten und Dschenin im Süden, diese könnten eine „Speerspitze“ bilden, um die Täler von Bet Scheʾan und Jesreel zu erobern, überzeugte die Juden, Zir'in anzugreifen.
Im März 1948 berichteten die Verteidiger von Zir'in, dass die Hagana mehrere Male versucht habe, das Dorf zu erobern, aber ihre Angriffe nach schweren Verlusten für zehn Tage aussetzten. Am 19. April 1948 wurde Zir'in kurzzeitig eingenommen, die meisten Häuser des Dorfes wurden dabei zerstört, während der Rest zur Unterbringung jüdischer Truppen benutzt wurde.
Nach einem Mörserfeuer, um seine Verteidigung zu schwächen, wurde das Dorf am 28. Mai 1948 vom dreizehnten Bataillon „Gideon“ der Golani-Brigade mit wenig Widerstand eingenommen. Frauen und Kinder flohen schon Wochen vor der Einnahme durch die Israelis, und nachdem sich die Annexion herumgesprochen hatte, verließen auch die Bewohner der nahe gelegenen Orte Nuris und Al-Mazar ihre Dörfer. Die ALA versuchte zwei Tage später erfolglos, Zir'in zurückzuerobern.
Am 10. Juli 1948 wollte die in Dschenin stationierte irakische Armee das Dorf zurückerobern, konnte aber die israelischen Linien nicht durchbrechen, gefolgt von einem weiteren erfolglosen Versuch am 19. Juli nach dem zweiten Waffenstillstand des Krieges. Die letzte Waffenstillstandslinie wurde südlich von Zir'in gezogen.

### Israel
Nach dem Krieg wurde das Gebiet in den Staat Israel eingegliedert. Der Kibbuz Jizre'el wurde im August 1948 auf der nordwestlichen Seite von Zir'in gegründet.

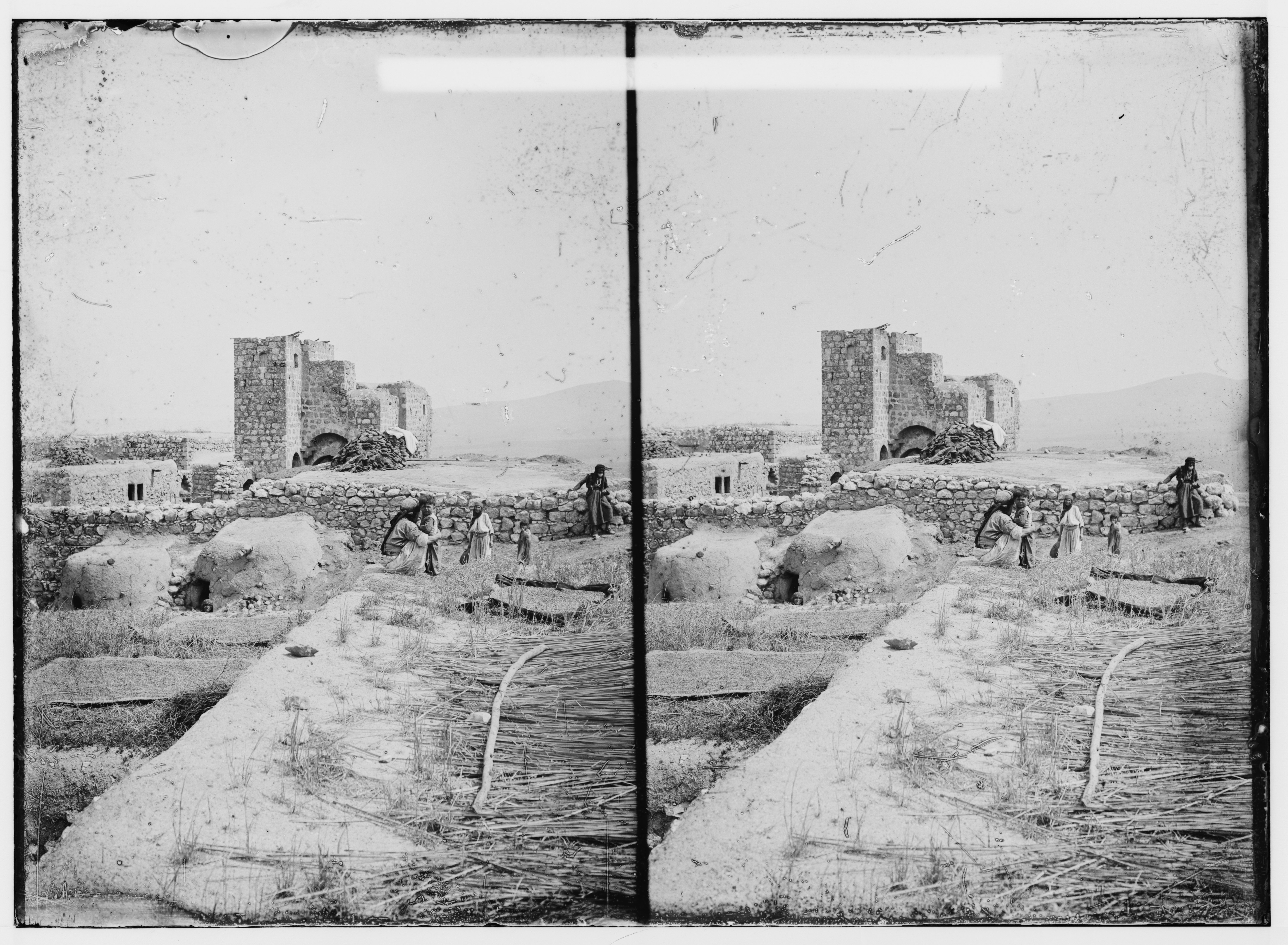
Burg von Zir'in, Stereoskopie eines Mitglieds der American Colony, Jerusalem (1926)

## Das Turmhaus
Im 19. Jahrhundert wurde das Turmhaus als Burg von Zir'in beschrieben, die als Herberge (Manzil) für Reisende diente. Der britische Archäologe Denys Pringle glaubt, dass die Gewölbe Teil der zerstörten Kreuzritterburg sind, aber laut Petersen könnten sie genauso gut aus der Mamlukenzeit stammen. Petersen, der den Ort 1994 besichtigte, stellte fest, dass das Erscheinungsbild des Gebäudes darauf hindeute, dass es über einen langen Zeitraum gebaut wurde.

## Forschungsgeschichte
Die Archäologen David Ussishkin und John Woodhead führten Ausgrabungen in Jesreel durch. 1987 entdeckte ein Bulldozer, der in der Nähe des Geländes arbeitete, versehentlich alte Strukturen, und es wurde eine Bergungsgrabung durchgeführt, die zu der großen Ausgrabung unter der Leitung von Ussishkin und Woodhead über sieben Saisons von 1990 bis 1996 führte. Mitarbeiter und Freiwillige aus etwa 25 Ländern (die größten Gruppen kamen aus dem Vereinigten Königreich, Schweden und Dänemark) nahmen an der Ausgrabung teil.
Weitere Grabungen begannen im Sommer 2012 unter der Leitung von Norma Franklin vom Zinman Institute of Archaeology der Universität Haifa und Jennie Ebeling von der University of Evansville. Bei den Ausgrabungen wurden eine Kasemattenmauer und vier vorspringende Türme freigelegt, die die Festung umgaben und aus einer Kombination aus gut geschnittenen Quadern, Felsbrocken und kleineren Steinen sowie einer oberen Ebene aus Lehmziegeln gebaut wurden. Die Festung umfasste eine Fläche von fast 45.000 m². Sie war 860 Fuß lang und 470 Fuß breit und wurde durch einen steilen Hang im Norden und einen 20 Fuß tiefen Wassergraben und einen Wall auf den anderen drei Seiten verteidigt.
Gemäß den Beweisen aus dieser jüngsten Ausgrabung erklärte Franklin weiter, dass Jesreel wahrscheinlich sowohl einen Weinberg als auch eine Weinkellerei in der Nähe der Stadt unterhielt, was alles mit mehreren Behauptungen über die Geschichte des angeblichen Besitzers des Weinbergs übereinstimmt – ein Mann namens Nabot (1 Kön 21,1 ). Während Weinberge keine direkten archäologischen Überreste hinterlassen, fand eine unabhängig durchgeführte Bodenanalyse ein Grundstück in Jesreel, das für den Anbau von Trauben geeignet ist, während die Böden auf den Feldern weiter westlich des Standorts die richtige Qualität für den Olivenanbau aufwiesen. Darüber hinaus wurden zahlreiche Hinweise auf ein altes Weingut in einer „besonders beeindruckenden Installation ... in den Kalksteinfelsen am Fuße des Hügels von Jesreel gehauen“ entdeckt. Solche Hinweise, darunter in den Felsen gehauene Trittböden; zwei benachbarte, in den Fels gehauene Bottiche mit jeweils mehr als einem Meter Tiefe; ein weiterer Trittboden, der durch einen in den Fels gehauenen Kanal mit einem Bottich verbunden ist; ein tiefes kreisförmiges Becken, das möglicherweise als zusätzlicher Bottich fungierte; und einen Sumpf zum Sammeln von Flüssigkeiten.